# Psectrocladius sokolovae
Psectrocladius sokolovae är en tvåvingeart som beskrevs av Zelentsov och Makarchenko 1988. Psectrocladius sokolovae ingår i släktet Psectrocladius och familjen fjädermyggor. Inga underarter finns listade i Catalogue of Life.